# Габор Балог (плавець)
Габор Балог (угор. Gábor Balog, 2 вересня 1990) — угорський плавець.
Учасник Олімпійських Ігор 2008, 2012, 2016 років.
Призер Чемпіонату Європи з водних видів спорту 2014, 2016 років.